# Anita Moen
Anita Moen, född den 31 augusti 1967, är en norsk före detta längdåkare som tävlade mellan 1987 och 2003.
Totalt under sin karriär vann Moen fem tävlingar i världscupen. Moen deltog i tre olympiska spel (OS 1994, OS 1998 och OS 2002) och hon tog totalt fem medaljer varav tre silver i stafett. Dessutom två individuella brons, i sprint 2002 och på 15 kilometer 1998.
I VM-sammanhang tog Moen fyra medaljer varav alla i stafett. Hennes individuellt bästa placering är en femteplats på 30 kilometer från VM 1997.